# 1999 FQ28
1999 FQ28 är en asteroid i huvudbältet som upptäcktes den 19 mars 1999 av LINEAR i Socorro County, New Mexico.
Asteroiden har en diameter på ungefär 11 kilometer och den tillhör asteroidgruppen Themis.